# Norbulingka

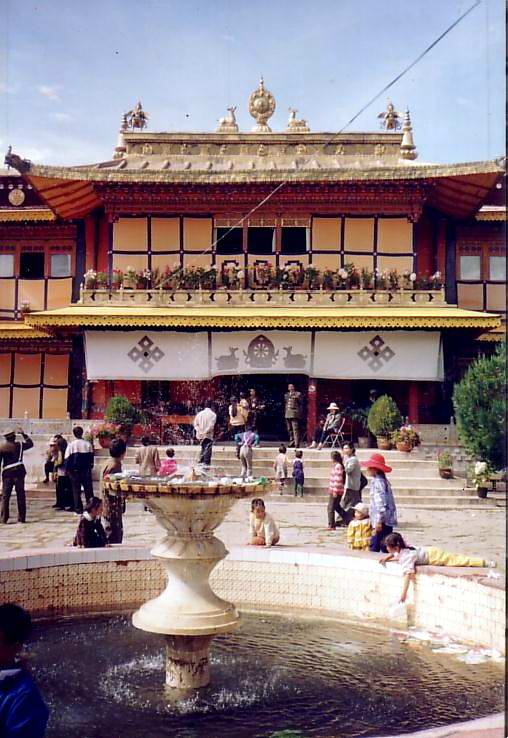
Norbulingka, srpen 1993

Norbulingka (tibetsky: ནོར་བུ་གླིང་ཀ་; Wylie: Nor-bu-gling-ka) je palác a park v tibetské Lhase, který od osmdesátých let 18. století do konce 50. let 19. století sloužil jako tradiční letní rezidence dalajlámů.

## Historie
Zdejší park založil 7. dalajláma Lozang Kalzang Gjamccho v roce 1755. Spolu s palácem byl dokončen pod patronací následujícího dalajlámy Džampal Gjamccha v roce 1783. Norbulingka se nachází asi tři kilometry západně od paláce Potály, který dalajlámům sloužil jako palác zimní. V roce 2001 byla Norbulingka zapsána na seznam světového dědictví jako součást „historického souboru paláce Potály“.

## Zoo
V Norbulingce se nachází i malá zoologická zahrada, původně určená pro zvířata, která dalajláma dostal darem. 

## Filmový sál
V 50. letech 20. století pomohl rakouský horolezec Heinrich Harrer dalajlámovi postavit v Norbulingkce filmový sál.